# Osmeriformes
Os Osmeriformes são uma ordem de peixes actinopterígeos.

## Classificação
- Subordem Argeninoidei
  - Superfamília Alepocephaloidea
    - Alepocephalidae
    - Leptochilichthyidae
    - Platytroctidae

  - Superfamília Argentinoidea
    - Argentinidae
    - Bathylagidae
    - Microstomatidae
    - Opisthoproctidae
- Subordem Osmeroidei
  - Superfamília Galaxoidea
    - Galaxiidae
    - Lepidogalaxiidae
    - Retropinnidae

  - Superfamília Osmeroidea
    - Osmeridae
    - Plecoglossidae
    - Salangidae